# كارلوس كارنييرو
كارلوس كارنييرو (بالبرتغالية: Carlos Paulo Martins Carneiro) (8 يناير 1975 بباكوس دي فيريرا في البرتغال - ) هو لاعب كرة قدم برتغالي في مركز الهجوم. لعب مع فيتوريا دي غيماريش ونادي باسوش دي فيريرا ونادي جل فيسنتي ونادي والسول ونادي بينفايل ونادي فيزيلا ونادي كوفيليا وديبورتيفا دي لوسادا ‏ وPanionios G.S.S. ‏.

## وصلات خارجية
- كارلوس كارنييرو على موقع قاعدة بيانات كرة القدم.إي يو (الإنجليزية)
- كارلوس كارنييرو على موقع Soccerbase.com (لاعب) (الإنجليزية)
- كارلوس كارنييرو على موقع Soccerway.com (الإنجليزية)